# 1907 en Inde
Chronologie de l'Inde
- 1903
- 1904
- 1905
- 1906
- 1907
- 1908
- 1909
- 1910
- 1911

Le 22 août Bhikaiji Cama, personnalité du mouvement pour l'indépendance de l'Inde, déploie ce drapeau, connu sous le nom du « drapeau du Comité de Berlin ».

Cette page concerne les évènements survenus en 1907 en Inde  :

## Évènement
- Loi de 1907 sur la prévention des réunions séditieuses (en) permettant au gouvernement d'interdire les réunions politiques.
- Séparation de Surat (en) : scission du Congrès national indien en deux groupes - les extrémistes et les modérés.
- Troubles de 1907 au Pendjab

## Littérature
- A revised and enlarged account of the Bobbili zemindari de Venkata Ranga Rao (en)

## Naissance
- Hazari Prasad Dwivedi, romancier.
- Krishna Hutheesing, écrivaine et militante pour l'indépendance.
- Bhagat Singh, combattant nationaliste.
- Shivakumara Swami, personnalité de l'aide humanitaire.
- Sukhdev Thapar (en), révolutionnaire.

## Décès
- Govardhanram Tripathi (en), écrivain.
- Mohsin-ul-Mulk (en), personnalité politique.
- Brahmabandhav Upadhyay (en), journaliste, théologien et activiste pour l'indépendance.